# Menfi
Menfi es una localidad italiana de la provincia de Agrigento, región de Sicilia,  con 12.912 habitantes.

## Evolución demográfica
| Gráfica de evolución demográfica de Menfi entre 1861 y 2001 |
|                                                             |
| Fuente ISTAT - elaboración gráfica de Wikipedia             |